# عصب سنخي علوي خلفي
العصب السنخي العلوي الخلفي (بالإنجليزية:Posterior Superior Alveolar Nerve)، هو عصب متفرع من العصب الفكي العلوي (CN V2)، والذي هو في حد ذاته الفرع الثاني من العصب ثلاثي التوائم(Trigeminal Nerve). ويمر من خلال الحفرة الجناحية الحنكية. يوفر العصب الاحساس للطواحن العلوية واللثة المجاورة، والجيب الفكي.